# Едуард Белами
Едуард Белами (на английски: Edward Bellamy) е американски писател на произведения в жанра исторически и паранормален любовен роман, но е най-известен с фантастичния си утопистки роман „След сто години“ (Поглед назад : 2000 – 1887).

## Биография
Едуард Белами е роден на 26 март 1850 г. в Чикопи, Масачузетс, САЩ, в семейството на баптисткия свещеник Руфъс Белами и Мария Луиза Пътнам. След гимназията учи два семестъра в колежа в Скънектади. Заминава за Дрезден, Германия, където учи за кратко право. Започва да се занимава с журналистика и за кратко става кореспондент на „Ню Йорк Поуст“.
Завръща се в Спрингфийлд, Масачузетс през 1869 година, където учи право в адвокатска кантора. Започва през 1871 г. самостоятелна практика, но бързо се отказва. За една година става сътрудник на „Ню Йорк Ивнинг Поуст“, а след това се връща в Спрингфийлд и става редактор и рецензент на „Спрингфийлд Дейли Юниън“.
На 25 години се разболява от туберкулоза, последиците от която се отразяват на целия му живот. В периода 1877 – 1878 г. се лекува на Хавайските острови. През това време пише и публикува кратки разкази в списания. Продължава журналистическата си кариера до 1881 г., след което се насочва към писателската си кариера.
Първите му произведения не се отличават с особени литературни качества. Славата му идва през 1888 г. с романа „Поглед назад : 2000 – 1887“, който съвпада с обществените нагласи и разпалва читателското въображение. Сюжетът на книгата се развива в Бостън през 2000 г. и описва САЩ под идеална социалистическа система, в която сътрудничеството, братството, и индустрията са насочени към човешките потребности, като се развива идеята за национализация на обществените сектори на икономиката. Романът става международен бестселър и основа за създаване на Националистически клубове и нововъзникналата Народна партия (1891 – 1908). На български романът е издаден в 1892 г. в Русе в превод от руски под името „След сто години“.
След романа той се насочва към политиката, пропагандирайки национализацията, и в периода 1891 – 1894 г. издава седмичното списание „Ню Нейшън“.
В средата на 90-те години той отново се връща към литературата и написва продължението „Утрото на труда“, издадено през 1897 г.
През 1892 г. се жени за Ема Сандерсън, с която имат две деца.
Едуард Белами умира от туберкулоза на 22 май 1898 г. в Чикопи.

## Произведения

### Самостоятелни романи
- Six to One (1878)
- Dr Heidenhoff's Process (1880)
- Miss Ludington's Sister (1884)
- News from Nowhere (1890)
- The Duke of Stockbridge (1900)

### Серия „Джулиан Уест“ (Julian West)
1. Looking Backward (1888)[1]
След 100 години, Скоропечатница на Спиро Гулабчиев, Русе (1892), превод от руски Константин Бозвелиев 
В края на ХХ век, издателство „Просвета“, София (1921), превод Константин Бозвелиев
2. Equality (1897)
Утрото на труда: Християнски социализъм, „Н. Д. Д.“, Сливен (1898), превод Стефан Гидиков

### Сборници
- Blindman's World (1984)
- Apparitions of Things to Come (1988)

### Документалистика
- Talks On Nationalism (1938)
- Selected Writings on Religion and Society (1955)